# فجوة الأجور العرقية في الولايات المتحدة

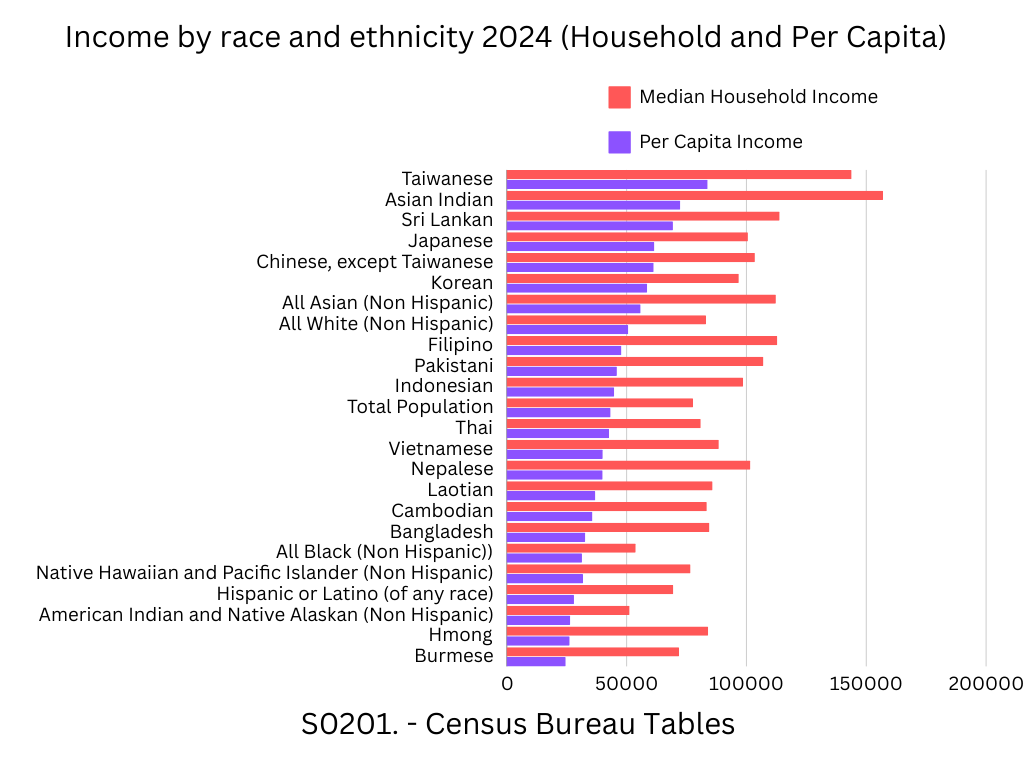
الدخل حسب العرق والانتماء العرقي 2024

ما تزال عدم المساواة في الدخل قائمةً بين الأعراق والجماعات الإثنية على الرغم من الجهود التي يبذلها دعاة المساواة في الولايات المتحدة الأمريكية. يتمتع الأمريكيون الآسيويون بأعلى متوسط للدخل، يليهم الأمريكيون البيض والأميركيون اللاتينيون والأمريكيون الأفارقة والأمريكيون الأصليون. اقتُرحت مجموعة متنوعة من التفسيرات لهذه الاختلافات مثل اختلاف التحصيل العلمي، وهيكل الأسرة العائلي للوالدين (70% من الأطفال الأمريكيين من أصل أفريقي يولدون خارج نطاق الزوجية)، ومعدلات التسرب من المدارس العالية وتجربة التمييز؛ والموضوع مثير للجدل للغاية.
أصبح من غير القانوني لأصحاب العمل التمييز على أساس العرق بعد صدور قانون الحقوق المدنية لعام 1964؛ ومع ذلك، لم تتم تسوية التباينات في الدخل. ضاقت الفجوة في الأجور بالنسبة لجماعات الأقليات بعد تمرير القانون، في الفرق المطلق مقارنة مع الأجور البيضاء وكنسبة مئوية من هذه الأجور، حتى منتصف السبعينيات؛ في هذا الوقت، تباطأ التقدم بالنسبة للعديد من الأقليات العرقية أو توقف أو انعكس. بدءًا من عام 2009، أصبح متوسط الأجر الأسبوعي للعمال الأمريكيين من أصول أفريقية والهسبان (اللاتينيون) نحو 65% و61% على التوالي من متوسط الأجر الأسبوعي للعمال البيض. كان متوسط الأجر للعمال الآسيويين نحو 110% من أجر العمال البيض. بشكل عام، تُعتبر أجور نساء الأقليات مقارنة بأجور النساء البيض أفضل من أجور رجال الأقليات بالمقارنة مع أجور الرجال البيض.
تُعتبر أجور سوق العمل المصدر الرئيسي للدخل بالنسبة لمعظم الأسر في أمريكا، في حين يُعتبر الدخل مؤشر الحالة الاجتماعية والديموغرافية المهم في فهم بناء الثراء.

## تاريخ فجوة الأجور العرقية
يعود التاريخ الموثق لفجوة الأجور العرقية في الولايات المتحدة الأمريكية إلى ما قبل قانون الحقوق المدنية، حيث كانت الكثير من الأسباب الحديثة لعدم المساواة في الأجور بين الأعراق -مثل التباينات التعليمية والتمييز- أكثر انتشارًا. تشير سجلات الدولة العامة من ثلاثينيات القرن الماضي إلى أن المدارس التي يملكها البيض في الجنوب تنفق نحو 61 دولارًا على كل طالب، أو ما يعادل 1,074.14 دولارًا في عام 2018 في حال تعديلها بسبب التضخم، مقارنة بـ 9 دولارات فقط لكل طالب، أو ما يعادل 158.48 دولارًا في عام 2018. في الوقت نفسه، شهدت نفس المدارس تباينًا في مدة العام الدراسي؛ تضمنت مدارس البيض جلسات لمدة 156 يومًا في المتوسط، مقارنة بـ 123 يومًا في المتوسط لمدارس السود. 
ما تزال عدم المساواة في الأجور غير مفهومة بشكل جيد بسبب نقص الأدبيات مع البيانات التجريبية القوية لربط البيانات بنموذج دقيق للتمييز في الأجور، على الرغم من وجود مقاييس إحصائية لتناقض الأجور بين الأفراد السود ونظرائهم البيض.
خلال سبعينيات وثمانينيات القرن العشرين، ناقش المجتمع العلمي العلاقة بين الموقع الجغرافي وعدم المساواة في الأجور. قرر علماء الاجتماع أن التركيب العرقي للسكان المحليين يؤثر على عدم المساواة في الأجور بين الأعراق في عقب الدراسات التي يهيمن عليها التحضر والتحويل من البحوث على أساس التفكير المفاهيمي والقائم على الدراسة المتطورة.
تشير الدراسات التي أجرتها ليزلي مكال إلى أن كثافة الهجرة هي واحدة من العوامل الرئيسية في عدم المساواة في الأجور بين الأعراق؛ على الرغم من أن دخل المهاجرين السود لا ينحرف عن متوسط الدخل الذي يُعتبر بالأساس دون قياسي، ولكن الأرقام الخاصة بدخل المهاجرين الهسبان والآسيويين تشير إلى وجود آثار سلبية أكثر شمولية، خاصة في المناطق ذات كثافة الهجرة العالية. تبين الدراسات أن النساء اللاتينيات والآسيويات -على وجه الخصوص- هنّ الأكثر تأثرًا؛ وتظهر أيضًا أن النساء اللاتينيات والآسيويات يشغلن وظائف خدمات منزلية أقل مهارة حيث يكون التركيز على نظرائهن من السود والبيض أقل. 
تُظهر العوائق -اللغة على سبيل المثال- أن مثل هذه الهيمنة الكبيرة للسكان المهاجرين في مثل هذه القطاعات لا تولد إلا التنافس بين المجموعات ذات الدخل المنخفض، ما يؤدي إلى المزيد من تخفيض متوسط الأجور لمثل هذه الأسر.
وجدت الدراسات منذ عام 1980 -وبشكل معاكس- أن مثل هذه الأيدي العاملة منخفضة الدخل قد تعزز الواقع الاقتصاد ككل، مما يبقي العديد من الشركات والوظائف ذات المستوى الأعلى واقفة على قدميها من خلال اليد العاملة الماهرة الرخيصة، ويزيد من رواتب ذوي الأصول اللاتينية والبيض على حد سواء. 
تاريخياً، كانت هناك تباينات عرقية، ليس فقط في دخل العمل، ولكن أيضًا في المزايا التي يقدمها أرباب العمل طواعيةً. تشمل هذه المزايا الرعاية الصحية والمعاشات التقاعدية وأيام العطلات والإجازات، بالإضافة إلى المزايا الحكومية الطوعية. تُظهر الدراسات التي أجراها تالي كريستال ويينون كوهين وجود صلة بين عدم المساواة في الأجور والمزايا المتلقاة، مع وجود أدلة تجريبية تُظهر تدهورًا مطردًا في الفوائد التي تحصل عليها المجموعات العرقية المختلفة. اعتبارًا من عام 2015، قدم أرباب العمل الاستحقاقات -بما في ذلك الإلزامية والطوعية على حد سواء- لـ 32% من العمال، أي كثر بـ 4% مما كانت عليه في عام 1980. اعتبارًا من عام 2015، تلقى 44% من الموظفين البيض استحقاقات التقاعد، مقارنة بـ 36% للسود و28% للموظفين اللاتينيين. أظهرت الرعاية الصحية اتجاهات مماثلة، فقد بلغت معدلات التغطية الصحية لعام 2015 للموظفين البيض والسود والهسبان 60% و55% و46% على التوالي.

## الأسباب
كشفت الدراسات حول فجوة الأجور بين مختلف أعراق الأقليات في الولايات المتحدة الأمريكية عن عدد من العوامل التي تساهم في خلق اختلافات الأجور التي لوحظت بين الأميركيين البيض والأمريكيين من أعراق أخرى. تختلف العوامل التي تساهم في خلق فجوات الأجور بين العديد من الأعراق والدرجة التي تؤثر بها على كل عرق، ولكن هناك العديد من العوامل المشتركة بين معظم الأعراق أو جميعها.

### الفوارق التعليمية
يساهم التعليم بشكل مماثل في فجوة الأجور العرقية نظرًا لكونه أحد المحددات الرئيسية للأجور. تؤدي مستويات التعليم المتفاوتة بين الأعراق إلى الحصول على أجور مختلفة بين مختلف الجماعات العرقية. يؤثر التعليم على الأجور لأنه يسمح بالوصول إلى وظائف ذات مناصب أعلى توفر أرباحًا أكبر.
قامت ماري سي. ووترز وكارل إيشباخ بدراسة انخفاض الفجوة في الأجور بين السود والبيض في الأربعينيات وحتى السبعينيات، ووجدا أن السبب الرئيسي لانخفاض الفجوة في الأجور هو تضييق فجوة التحصيل الدراسي بين السود والبيض.

### التوظيف في القطاع العام مقابل التوظيف في القطاع الخاص
لوحظ أن الفجوة في الأجور بين السود والبيض أقل في القطاع العام منها في القطاع الخاص. في تحليل عام 2001، عُثر على اختلاف قدره 3.65 دولار في الساعة بين السود والبيض في القطاع الخاص، باختلاف قدره 34%. في المقابل، عُثر على اختلاف أقل -قدره 2.85 دولار في الساعة- في القطاع العام، أي بفارق 21%. تشير الدلائل إلى استناد الأجور أساسًا إلى مؤهلات فردية بالنسبة لـ 23% من السود الذين يعملون في القطاع العام، ولكن لم يُعتبر هذا التأكيد صالحًا بالنسبة إلى 77% من السود العاملين في القطاع الخاص. 
بالإضافة إلى ذلك، عُثر على نسبة مئوية أكبر في فجوة الأجور بسبب خصائص رأس المال البشري المستندة إلى التحصيل العلمي وسنوات الخبرة المحتملة في القطاع العام أكثر منها في القطاع الخاص. هناك أيضًا تأثير مصادف في القطاع الخاص حيث يكون للذكور السود أجور مطلقة أعلى لأنهم يزدادون في المنصب مقارنةً بالأجور المنخفضة للبيض الذين يواجهون وضعًا مشابهًا؛ لم يُعثر على هذا التأثير في القطاع العام.